# Leptosomatum longissimum
Leptosomatum longissimum är en rundmaskart som först beskrevs av Ebert 1863.  Leptosomatum longissimum ingår i släktet Leptosomatum och familjen Leptosomatidae. Inga underarter finns listade i Catalogue of Life.